# Chloroclystis variegata
Chloroclystis variegata là một loài bướm đêm trong họ Geometridae.